# زيركسيس روتردام
زيركسيس روتردام نادي كرة قدم هولندي يقع في مدينة روتردام. تأسس النادي في سنة 1904. يلعب حاليا في الدرجة الثالثة (هواة).